# Sady U Muzea
Sady U Muzea jsou městským parkem a ulicí v části Město v Opavě. Nachází se v pohoří Opavská pahorkatina v okrese Opava v Moravskoslezském kraji.

## Další informace
Výraznou dominantou sadů U Muzea je historická výstavní budova Slezského zemského muzea se Slezským zemským muzeem. Součástí sadů je také kašna/fontána s vodotryskem, která byla součást zahrady Lichtenštejnského zámku postaveného na místě původního Opavského hradu. Památnými stromy jsou zde Platan javorolistý v Opavě a Jinan dvoulaločný v Opavě. Zajímavé jsou také další stromy např. tisy červené aj. Sady byly založeny v 18. století a jsou celoročně volně přístupné a přes park vede také naučná stezka - naučná stezka Městskými parky Opavy.

## Galerie

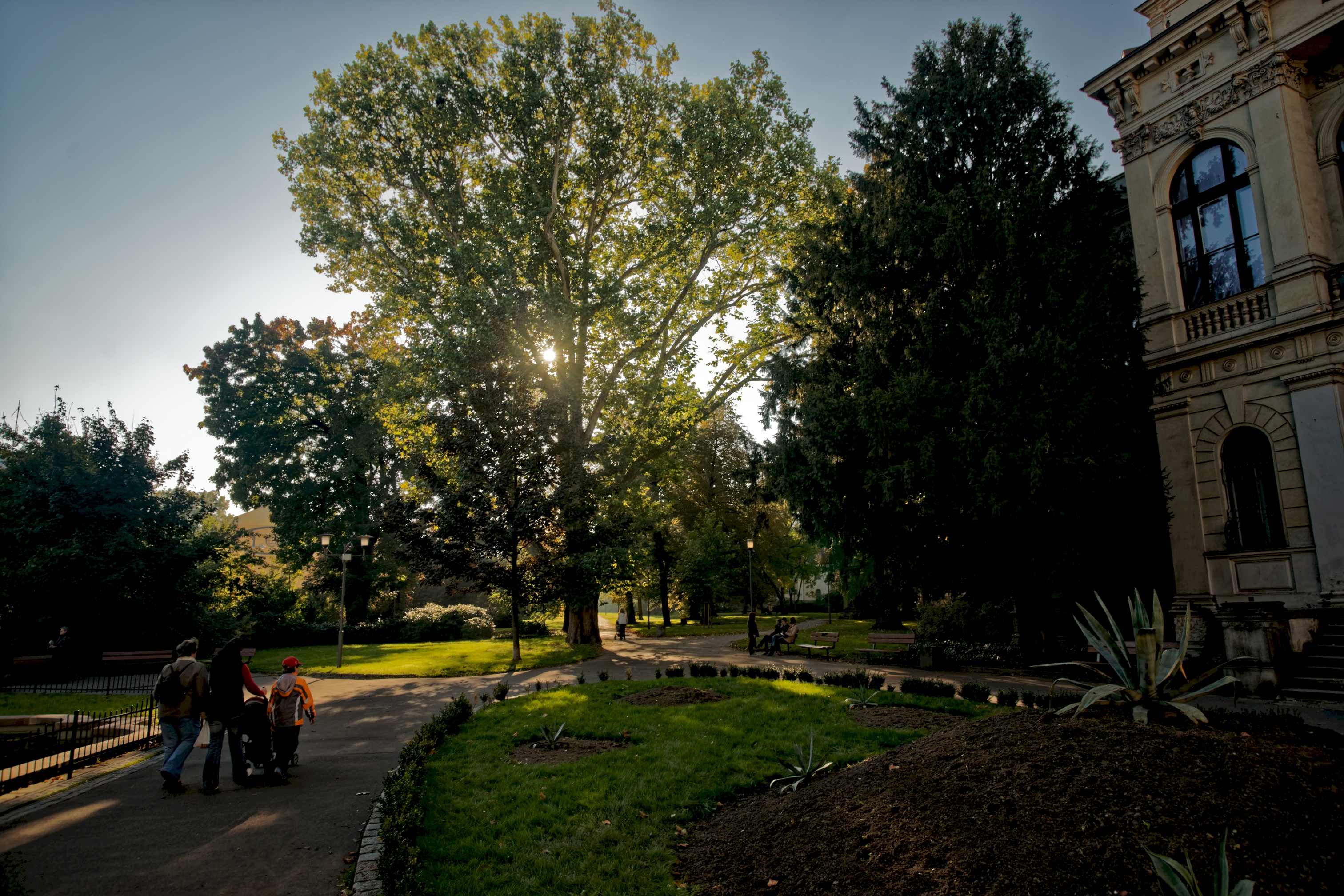
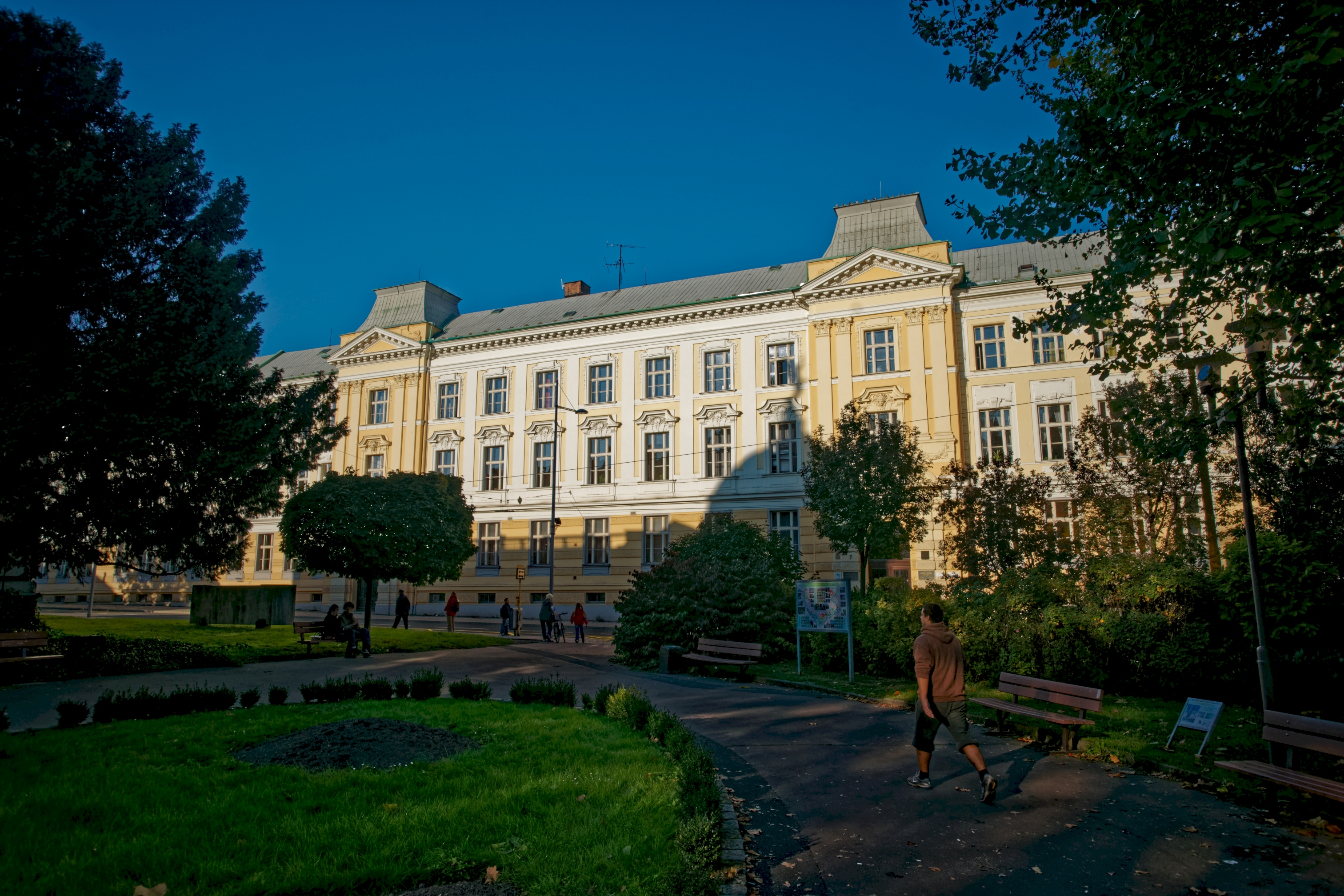